# Pfarrkirche Schönau an der Triesting

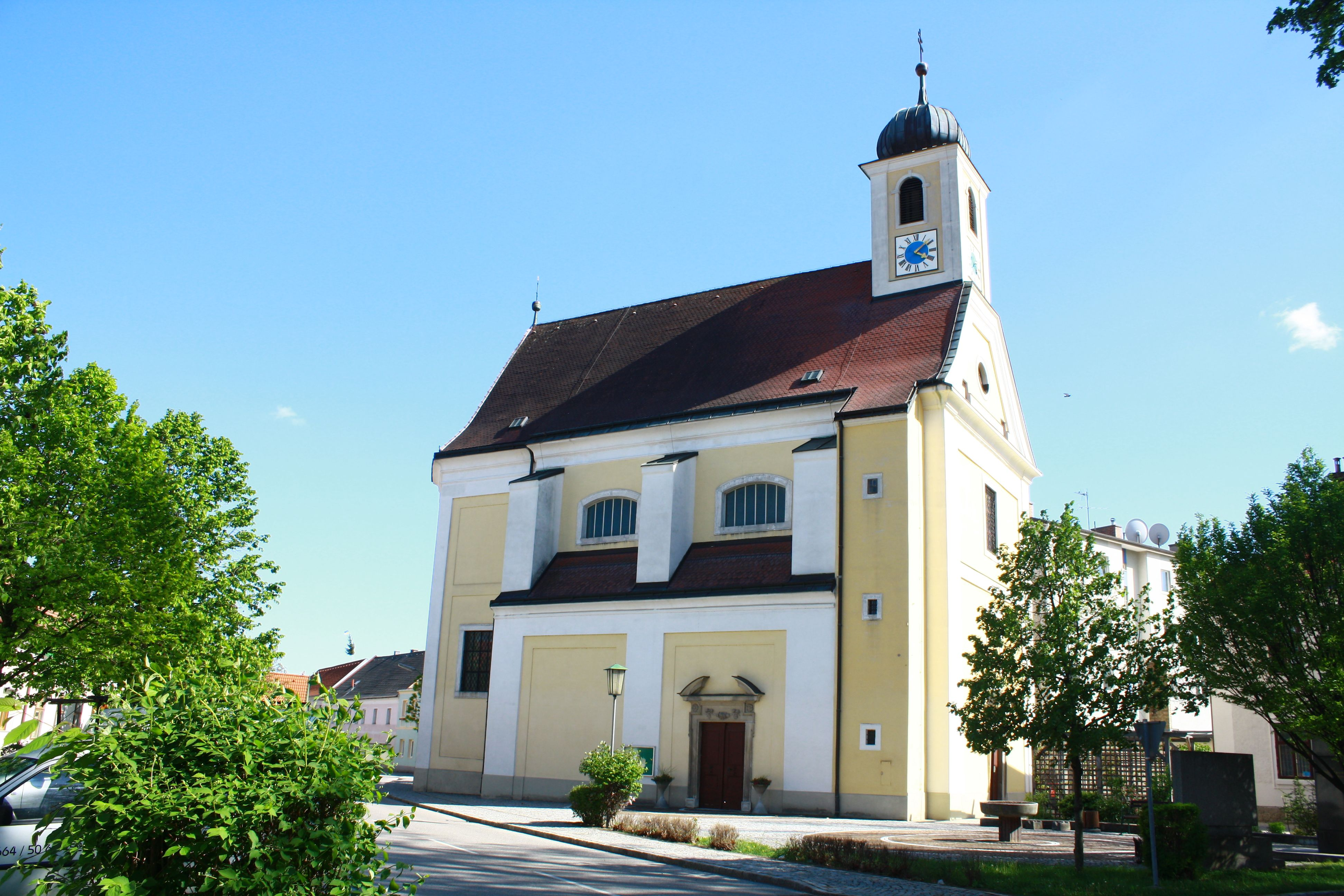
Katholische Pfarrkirche hl. Andreas in Schönau an der Triesting

Die Pfarrkirche Schönau an der Triesting steht in der Gemeinde Schönau an der Triesting im Bezirk Baden in Niederösterreich. Die dem Patrozinium hl. Andreas unterstellte römisch-katholische Pfarrkirche gehört zum Dekanat Baden in der Erzdiözese Wien. Die Kirche steht unter Denkmalschutz (Listeneintrag).

## Geschichte
Urkundlich wurde 1441 ein Pfarrer genannt, war aber später eine Filiale von Sollenau. 1908 wurde eine selbständige Pfarre gegründet.
Die Kirche steht an der Stelle einer älteren Kapelle hl. Josef westlich der ältesten Straße (Braungasse) zwischen dem ehemaligen Ort und dem Schloss Schönau. Der Kirchenbau wurde von 1671 bis 1675 unter Maria Renata von Garibaldi erbaut. Die Einrichtung der Kirche wurde 1813 erneuert.

## Architektur
Das Kirchenäußere zeigt eine schlichte steil proportionierte Saalkirche mit einem leicht eingezogenen Chorpolygon, am Langhaus gibt es kräftige Strebepfeiler, die über die niedrigen seitenschiffartigen Kapellenanbauten bis zum Traufgesims hinaufragen, der Giebelreiter über der mit Putzfaschen gegliederten Westfront trägt einen Zwiebelhelm. Die Portale haben profilierte Steingewände mit Fruchtfestons am Sturz unter gesprengten Segmentbogengiebeln. An der Apsis steht ein überlebensgroßer Kruzifix und die Statue Maria Immaculata, beide um 1915 aus Gussstein.
Das Kircheninnere zeigt einen einheitlichen zweijochigen Saalraum mit einem eingezogenen Chor mit einem polygonalen Schluss mit einem umlaufenden Kranzgesims unter Stichkappentonnen. In den Langhauswänden gibt es je zwei große Rundbogenöffnungen zu den seichten Seitenkapellen bzw. zum Nordportal, die südöstliche Seitenkapelle wurde 1818 zu einem zweigeschoßigen Oratorium umgebaut. Die vorschwingende Orgelempore über einem dreischiffigen Kreuzgewölbe steht auf toskanischen Säulen.
Die barockisierende ornamentale Deckenmalerei schuf der Maler Maximilian Roth 1913.

## Ausstattung
Der Hochaltar aus dem ersten Viertel des 18. Jahrhunderts hat einen marmorierten Holzaufbau mit flankierenden Säulen unter schräg gestelltem verkröpftem Gebälk auf einem mehrfach gestuften Sockel, der zeigt das Altarbild Martyrium des hl. Andreas und trägt die Figuren der Heiligen Jakobus der Ältere, zwei Augustinermönche und eine weibliche Heilige mit der Beigabe eines Kelches im 20. Jahrhundert als hl. Barbara gedeutet, im Aufsatz Engelsglorie mit Heiligem Geist.
Die Orgel mit 8 Registern stammt aus 1800.